# Camponotus compressiscapus
Camponotus compressiscapus är en myrart som beskrevs av Andre 1889. Camponotus compressiscapus ingår i släktet hästmyror, och familjen myror. Inga underarter finns listade.